# Liste des édifices labellisés « Architecture contemporaine remarquable » de la Moselle
Cet article recense les édifices labellisés « Architecture contemporaine remarquable » de la Moselle, en France.
Le label « Architecture contemporaine remarquable » remplace depuis 2016 l'ancien label « Patrimoine du XXe siècle ». Il ne prend en compte que des édifices de moins de 100 ans à la date de labellisation, et qui ne sont pas protégés comme monuments historiques.
Au début 2024, la Moselle compte 21 édifices ainsi labellisés.

## Liste
| Monument                                                                              | Commune            | Adresse                                                    | Coordonnées                      | Notice     | Date | Illustration                                                                         |
| ------------------------------------------------------------------------------------- | ------------------ | ---------------------------------------------------------- | -------------------------------- | ---------- | ---- | ------------------------------------------------------------------------------------ |
| Salle Jean-Moulin et stade Brandenburger                                              | Audun-le-Tiche     | Avenue Salvador-Allende                                    | 49° 28′ 22″ nord, 5° 56′ 08″ est | ACR0001793 | 2023 | Image manquante Téléverser                                                           |
| Église Saint-Gorgon                                                                   | Aumetz             | Place de l'Église                                          | 49° 25′ 10″ nord, 5° 56′ 38″ est | ACR0000589 | 2015 | Image manquante Téléverser                                                           |
| Église Saint-Martin                                                                   | Corny-sur-Moselle  | Rue Saint-Martin                                           | 49° 02′ 06″ nord, 6° 03′ 32″ est | ACR0000590 | 2014 | Église Saint-Martin                                                                  |
| Ferme héréditaire de la Wiederaufbau                                                  | Denting            | 17 rue Principale                                          | 49° 11′ 42″ nord, 6° 31′ 44″ est | ACR0000591 | 2015 | Image manquante Téléverser                                                           |
| Ancien siège et carreau de la mine de charbon                                         | Faulquemont        | Allée de la Mine                                           | 49° 04′ 47″ nord, 6° 35′ 41″ est | ACR0000592 | 2015 | Ancien siège et carreau de la mine de charbon                                        |
| Église Notre-Dame du Wiesberg                                                         | Forbach            | Place des Tilleuls                                         | 49° 10′ 35″ nord, 6° 53′ 10″ est | ACR0000594 | 2013 | Église Notre-Dame du Wiesberg                                                        |
| Ensemble de Wiesberg (Cité du Wiesberg, logements)                                    | Forbach            | Le Wiesberg                                                | 49° 10′ 24″ nord, 6° 53′ 31″ est | ACR0000595 | 2013 | Ensemble de Wiesberg(Cité du Wiesberg, logements)                                    |
| Groupe scolaire Louis Houpert du Wiesberg                                             | Forbach            | Rue du Wiesberg                                            | 49° 10′ 38″ nord, 6° 53′ 29″ est | ACR0000596 | 2013 | Image manquante Téléverser                                                           |
| Stade du Schlossberg                                                                  | Forbach            | 5 Rue du Parc                                              | 49° 10′ 57″ nord, 6° 54′ 17″ est | ACR0001678 | 2015 | Stade du Schlossberg                                                                 |
| Cité ouvrière de la société des aciers fins de l'Est                                  | Hagondange         | Rue Claude-Monet Rue Paul-Cézanne                          | 49° 15′ 19″ nord, 6° 09′ 34″ est | ACR0000598 | 2015 | Image manquante Téléverser                                                           |
| Anaconda (circuit de montagnes russes du parc d'attractions Walygator)                | Maizières-lès-Metz | Parc Walygator Voie Romaine                                | 49° 13′ 30″ nord, 6° 09′ 35″ est | ACR0000599 | 2015 | Anaconda(circuit de montagnes russes du parc d'attractions Walygator)                |
| Église Saint-Pierre                                                                   | Metz               | 2 rue de la Chabosse Borny                                 | 49° 06′ 34″ nord, 6° 13′ 26″ est | ACR0000600 | 2013 | Église Saint-Pierre                                                                  |
| Internat du lycée Fabert                                                              | Metz               | 31 rue Saint-Marcel                                        | 49° 07′ 21″ nord, 6° 10′ 18″ est | ACR0000601 | 2015 | Internat du lycée Fabert                                                             |
| Les Hauts-de-Vallières                                                                | Metz               | Rue des Tilleuls Rue des Frênes Rue des Cèdres             | 49° 07′ 56″ nord, 6° 12′ 44″ est | ACR0000603 | 2000 | Image manquante Téléverser                                                           |
| COSEC du Saulcy                                                                       | Metz               | île du Saulcy                                              | 49° 04′ 16″ nord, 6° 05′ 32″ est | ACR0001822 | 2023 | Image manquante Téléverser                                                           |
| Cités ouvrières de Bataville (Parc, stade, piscine, église, à l'exclusion de l'usine) | Moussey            |                                                            | 48° 41′ 24″ nord, 6° 48′ 17″ est | ACR0000604 | 2013 | Cités ouvrières de Bataville(Parc, stade, piscine, église, à l'exclusion de l'usine) |
| Village                                                                               | Moyenvic           |                                                            | 48° 46′ 44″ nord, 6° 33′ 43″ est | ACR0000605 | 2015 | Village                                                                              |
| Cité Mélusine, maisons d'ingénieurs et immeubles de bureaux                           | Saint-Avold        | Rue Mélusine                                               | 49° 06′ 33″ nord, 6° 42′ 52″ est | ACR0000606 | 2013 | Image manquante Téléverser                                                           |
| Plan incliné de Saint-Louis-Arzviller                                                 | Saint-Louis        | Route du Plan-Incliné                                      | 48° 43′ 04″ nord, 7° 11′ 30″ est | ACR0000607 | 2015 | Plan incliné de Saint-Louis-Arzviller                                                |
| Anciens laboratoires de la société lorraine de laminage continu                       | Serémange-Erzange  | 176 avenue du Général-de-Gaulle                            | 49° 19′ 21″ nord, 6° 04′ 55″ est | ACR0000608 | 2015 | Image manquante Téléverser                                                           |
| Église Sainte-Thérèse-de-l'Enfant-Jésus                                               | Vasperviller       | Rue de l'Église                                            | 48° 37′ 57″ nord, 7° 04′ 19″ est | ACR0000609 | 2015 | Église Sainte-Thérèse-de-l'Enfant-Jésus                                              |
| Anciennes usines Hobus Werke                                                          | Woippy             | 10-40 avenue de Thionville Rue de Méric Parc des Varimonts | 49° 08′ 39″ nord, 6° 09′ 37″ est | ACR0000610 | 2015 | Image manquante Téléverser                                                           |